# 读者文摘

《讀者文摘》，2008年6月號中文版封面

讀者文摘（英語：Reader's Digest），是一本家庭月刊，1922年於美國創刊。2004年，美國的銷量已達一千萬冊，2018年則約300萬冊。它是當前世界上最暢銷的雜誌。現在已發展至50個版本，以21種語言印刷，於世界60多個國家發行，爲各個年齡、各種文化背景的讀者提供資訊。文章涵蓋了健康保健、大衆科學、體育運動、美食烹飪、旅遊休閒、金融政治、政府與國際事務、家居與園藝、藝術與娛樂、商業與文化。其他固定的專欄還包括了笑話、謎語、測試、動畫及讀者來信。
雜誌創刊初期，內容以轉載其他報章和雜誌的文章為主，後來有不少內容由編輯部自行採訪，或由特約撰稿人所寫。此外也歡迎讀者投稿，《讀者文摘》認為，通過爲各個領域的讀者提供他們感興趣的東西，可吸引廣大的讀者群。以繁體中文版為例，除（讀者回響）不設稿酬外，讀者投稿如經採用，可獲優厚稿酬。
《讀者文摘》另一大特色在於行銷，直接以函件寄往目標客戶。定期舉辦區域性的「百萬大抽奬」、「讀者文摘信譽品牌頒獎禮」等，加強雜誌在讀者心中的品牌和企業形象。《讀者文摘》不定期出版不同類型的精裝書，為不少讀者的收藏，當中超自然系列頗為繪炙人口，70年代出版的《瀛寰搜奇》，到今天仍有不少讀者在網上交易及討論。
面對互聯網的興起和讀者群老化問題困擾，《讀者文摘》面臨財政困難，於2009年8月同意申请破产保护。

## 創刊經過與發展
第一次世界大戰期間，德威特·华莱士先生在一場戰役中受傷。在醫院休養期間，華萊士先生閱讀了大量雜誌，吸取很多有趣的資訊，同時他也發現很少人能有時間看那麼多雜誌，從而悟出把這些文章摘錄及濃縮後出版的念頭。1920年，他把各類精選文章輯錄成《讀者文摘》樣本，展示給美國各大出版商，希望有人願意出版，但是全遭拒絕。
華萊士先生沒有放棄，於是決定自行出版，與妻子莉拉·艾奇遜·華萊士（Lila Acheson Wallace）在家裡工作，終於在1922年2月出版了第一期《讀者文摘》。創刊號印刷了5000本，訂價25美分，以郵寄方式送往1500個付款訂戶。1929年，《讀者文摘》開始批給報攤及零售商發售，到了1935年，《讀者文摘》發行量已達到一百萬冊。
1938年《讀者文摘》開始發行英國版。第二次世界大戰期間，又增添了拉丁美洲版及瑞典版。其後《讀者文摘》更進一步擴展至澳洲、比利時、加拿大、丹麥、芬蘭、法國、德國、意大利、挪威、南非及瑞士等。

## 中文版
《讀者文摘》國際中文版於1965年3月創刊，首位總編輯由文壇大師林語堂先生的女兒林太乙女士出任，繁體字版在香港、台灣銷售，簡體字版本在馬來西亞及新加坡發行，而大中華區總部位於香港筲箕灣東旺道3號星島新聞集團大廈19字樓。 创刊以来，发行量从最初的7000册增长至1988年的30万册。内容除了翻译英文版，也刊登原创中文文章。

1998年開始，讀者文摘公司積極探討在中國大陸出版的可行性。2004年11月，《讀者文摘》公司與上海市新聞出版局宣布建立長期出版合作關係，2008年1月，首期在中國大陸上市，由於雜誌控制權屬上海新聞出版發展公司所有，名稱改為《普知》，2012年5月28日於總部發出通知退出中國大陸市場，最後發行一期為2012年5月號。
2025年6月，讀者文摘臺灣辦事處宣佈《讀者文摘》(中文版)停刊。

## 出版文字
- 中文
- 捷克文
- 荷蘭文
- 英文
- 芬蘭文
- 法文
- 德文
- 匈牙利文
- 印度尼西亞文
- 意大利文
- 韓文
- 挪威文
- 波蘭文
- 葡萄牙文
- 俄文
- 西班牙文
- 瑞典文
- 泰文
- 羅馬尼亞文
- 克羅地亞文
- 斯洛文尼亞文

### 引用
1. 1 2  . Alliance for Audited Media.   [December 31, 2018]. （原始内容存档于2014-04-18）.
2. ↑  《普知》雜誌簡介 http://www.puzhi.com.cn/rd/rdhtml/sc/aboutus/about_home.jsp （页面存档备份，存于）, （简体中文）
3. 1 2  陳薇后，《尋找不平常的新聞價值——《讀者文摘》八十周年的成功經驗》，出自《全國新資訊月刊》。民國91年9月號：93-95頁。
4. ↑  明報http://news.mingpao.com/20090819/gza1.htm （页面存档备份，存于）
5. ↑  华尔街日报http://chinese.wsj.com/gb/20090818/bus104736.asp?source=UpFeature （页面存档备份，存于）
6. ↑  《讀者文摘》雜誌簡介http://www.readersdigest.com.hk/rd/rdhtml/ce/aboutus/about_home.jsp （页面存档备份，存于）, （繁體中文）
7. ↑  張靜茹. . 光华杂志 (1988年2月).   [2025-07-24].
8. ↑  馮強：《懷抱天下：《普知》雜誌》 （页面存档备份，存于）《都市日報》2008年4月30日

### 來源
書籍
- John, Bainbridge. . 紐約: Reynal & Hitchcock（英语：Reynal & Hitchcock）. 1945.
- John, Heidenry. . 紐約／倫敦: W·W·諾頓公司. 1993.
- Samuel, A. Schreiner. . 紐約: Stein and Day. 1977.
- James, Playsted Wood. . 康涅狄格州韋斯特波特: 格林伍德出版集團. 1958.
- Clem, Robyn. . Folia Translatologica. 1994, (3): 83–92  [2020-04-11]. （原始内容存档于2012-03-28）.
- Joanne, P. Sharp. . University of Minnesota Press（英语：University of Minnesota Press）. 2000.
- Joanne, P. Sharp. . 愛思唯爾政治地理學. 1996.
- Visnja, Milidragovic. . 西門菲莎大學. 2012  [2020-04-11]. （原始内容存档于2020-04-11）.

## 外部連結
- 《讀者文摘》官方網站：美國（页面存档备份，存于）／臺灣（页面存档备份，存于）／香港（页面存档备份，存于）／中國大陸官方新浪微博（页面存档备份，存于）